# Otto von Dehn-Rotfelser
Otto Christian Ludwig von Dehn-Rotfelser (* 1. Oktober 1815 in Kassel; † 25. April 1875 in Hofgeismar) war ein deutscher Jurist und Landrat.

## Leben
Otto von Dehn-Rotfelser wurde als Sohn der Oberappellationsgerichtssekretärs Wilhelm von Dehn-Rothfelser und dessen Ehefrau Viktoria Hombergk zu Vach geboren und absolvierte an den Universitäten in Marburg, Göttingen und Heidelberg ein Studium der Rechts- und Kameralwissenschaften. Nach dem ersten juristischen Staatsexamen im Oktober 1839 wurde er als Praktikant beim Landkreis Witzenhausen zugelassen und kam zwei Jahre später in gleicher Funktion zum Landkreis Kassel.
Im Juni 1845 wurde er mit der kommissarischen Verwaltung der Stelle des Kreissekretärs im Kreis Gelnhausen beauftragt.
Bevor er zum Jahresbeginn 1849 zum 2. Verwaltungsbeamten beim Landkreis Hanau bestellt wurde, war er kommissarischer Kreissekretär in Schlüchtern und in gleicher Funktion in Kirchhain. 1851 wurde er Assistent des Hanauer Landrats und im Februar 1853 als Assessor zum Landkreis Marburg
versetzt. 1859 vorübergehend zur Aushilfe bei der Landkreisverwaltung Fulda abgeordnet, erhielt er am 2. November 1861 die Ernennung zum Landrat des Landkreises Ziegenhain. Am 19. Februar 1863 übernahm er als Landrat die Leitung der Kreisverwaltung Hofgeismar. Nach der Annexion des Landes Hessen durch Preußen im Jahre 1866 wurde er königlich-preußischer Landrat.

### Familie
Am 20. Juni 1847 heiratete er in Witzenhausen Helene Johanna Amalie Hoffmann (1824–1885). Aus der Ehe sind die Kinder Emma Viktoria Magdalene (1848–1926, ∞ 1868 Otto Reinhard von und zu Löwenstein) und Hans Otto Heinrich (1850–1860) hervorgegangen.